# Огузи

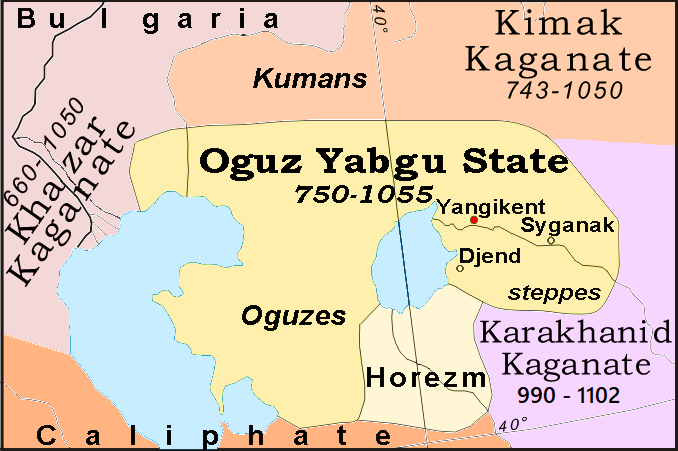
Державне утворення огузів.

Огу́зи (араб. أوغوز і перс. اغوز гуз, гузз; давньотюрк. огузи, каз. оғыздар, узб. oʻgʻuzlar, тур. і азерб. oğuzlar, «торки» руських літописів) — кочовий тюркомовний народ, що з'явився у степах Урало-Надволжя наприкінці IX століття. Самоназва огузкии була замінена самими тюрками на самоназву туркмени з середини X до початку XIII сторіччя.
Огузки споріднені з відомими на Русі печенігами, з яких деякі були поголені, а деякі носили цапову борідку. Один із родів огузів називався печенек. За книгою «Атіла та кочові орди», «подібно до кимаків вони ставили багато вирізьблених дерев'яних поховальних статуй, оточених простими балбал булижниками». Ті огузи та торки, що оселилися на кордонах Русі, обрусіли й у XII й на початку XIII сторіччя становили основу руської кінноти під назвою Чорні клобуки. Огузькі вершники служили у багатьох мусульманських, центральноазійських, візантійській арміях і навіть в Іспанії та Марокко, починаючи з XI сторіччя.
У мовному плані огузки разом із давніми кимаками середнього Єнісею та Обу, давніми кипчаками та сучасними киргизами відрізняються від інших тюрків мутацією оригінального звуку y у звук j (dj).

## Ім'я
Назва огуз походить від слова ok, що значить «стріла» або «плем'я». Зображення сагайдачника з натягнутою стрілою на прапорі Сельджуцької імперії є відгоміном суті назви її засновників.
Назва огузів спочатку стосувалася частини тюркських племен у Центральній Азії, але згодом, у VI—VII сторіччях у часи Тюркського каганату, поширилася соціально й політично на значно більшу кількість племен.
Огузи не є етнічною назвою, але одним з шести політично-географічних та історичних союзів західних тюркських племен у тюркській прабатьківщині.
Огузи називаються також західними тюрками тому що вони перейшли на захід від інших тюрків, коли Тюркський каганат розпався. В домонгольський період на Київській Русі були відомі як торки.

## Походження
Вперше титул огуз-хан 220 року до н. е. використано до Моде — засновника Хуннської імперії.
У 178—177 році до н. е. хунський хан (шаньюй) Моде (китайською Модун) підкорив орду Ху-Цзе (Hu-chieh за Вейд-Джайлзом), що також знана як Као-Че (kao-ch'e), що жили на захід від Усунів. За ранньою вимовою Ху-цзе ототожнюють з огузами."
За ранніми китайським джерелами Ху-цзе вийшли з Тєле (або Дінлін, сучасні телеути). Тєле, за тими ж китайськими джерелами, утворилися над річкою Лена та на захід від озера Байкал. Батьківщиною Ху-цзе окреслюють степи південних схилів Алтаю між казахським Семипалатинськом й монгольським Ховдом.
У II столітті до н. е. згадується найзахідніше тюркське плем'я О-кут або Уці, що у китайських джерелах понад річкою Іртиш і над озером Зайсан.
У грецьких джерелах огузи іменуються подібно до їхніх пращурів хунну — оуфі, або оувві сторіччя перед цим.
У турецькому орхунському літописі вперше є згадка про 6-ть племен огуз, існування яких датується 6 сторіччям — часом Тюркського каганату. Згодом кількість огузьких племен зросло до восьми (назва: Секіз-Огуз), і далі до 9 (назва — Докуз-Огуз). Територія розселення Секіз-Огуза й Докуз-Огуза була різною. У період формування Тюркського каганату вони заселяли південні приалтайські степи, Алтайські гори, північно-східну частину Алтаю й землі над річкою Тула на сучасній Новосибірщині.
За свідченням арабського історика Ібн-аль-Асіра огузи прийшли у Трансоксанію у царювання каліфа Аль-Махді у 775—780 роках. Трансоксанія стала новою батьківщиною огузів до того як вони остаточно посунули на захід. В ті часи землі між Каспійським та Аральським морем названо Огузьким степом. На 780 рік західні посирдарські землі, що входили до Огузького степу були підвладні огузам, коли східними посирдарськими землями володіли карлуки.
400 років після падіння хуннської держави своїх пращурів хунну, тюрки повстали проти Жужанського каганату й утворили Тюркський каганат. За китайськими джерелами, а також культурно й організаційно тюрки були нащадками хунну.

## Історія по розселенню з Огузького Степу
Огузи пришли на українські землі зі Східного Туркестану і Приаралля.
За свідченнями середньовічних арабських авторів (Ібн-Фадлана, Істахрі, Ібн-Хаукаля), у X — на початку XI століття огузи жили в степах на схід від Нижньої Волги і на захід від Аральського моря. На заході огузи межували з Хозарським каганатом, на сході — з містами Мавераннахра (Середня Азія) і Хорезм), на півночі — із заволзькими печенігами.
Огузи у IX столітті посунули печенігів за Волгу з Поемб'я та Поуралля.
У 10 сторіччі огузи населяли краї над річками Сарису, Тургай, Емба та край північніше озера Балхаш. Проте під їхнім контролем знаходилися міста й оази Трансоксанії.
Клан сельджуки прийняв іслам й посунув орду огузів на південь з Огузького Степу у Хорасан у XI столітті.

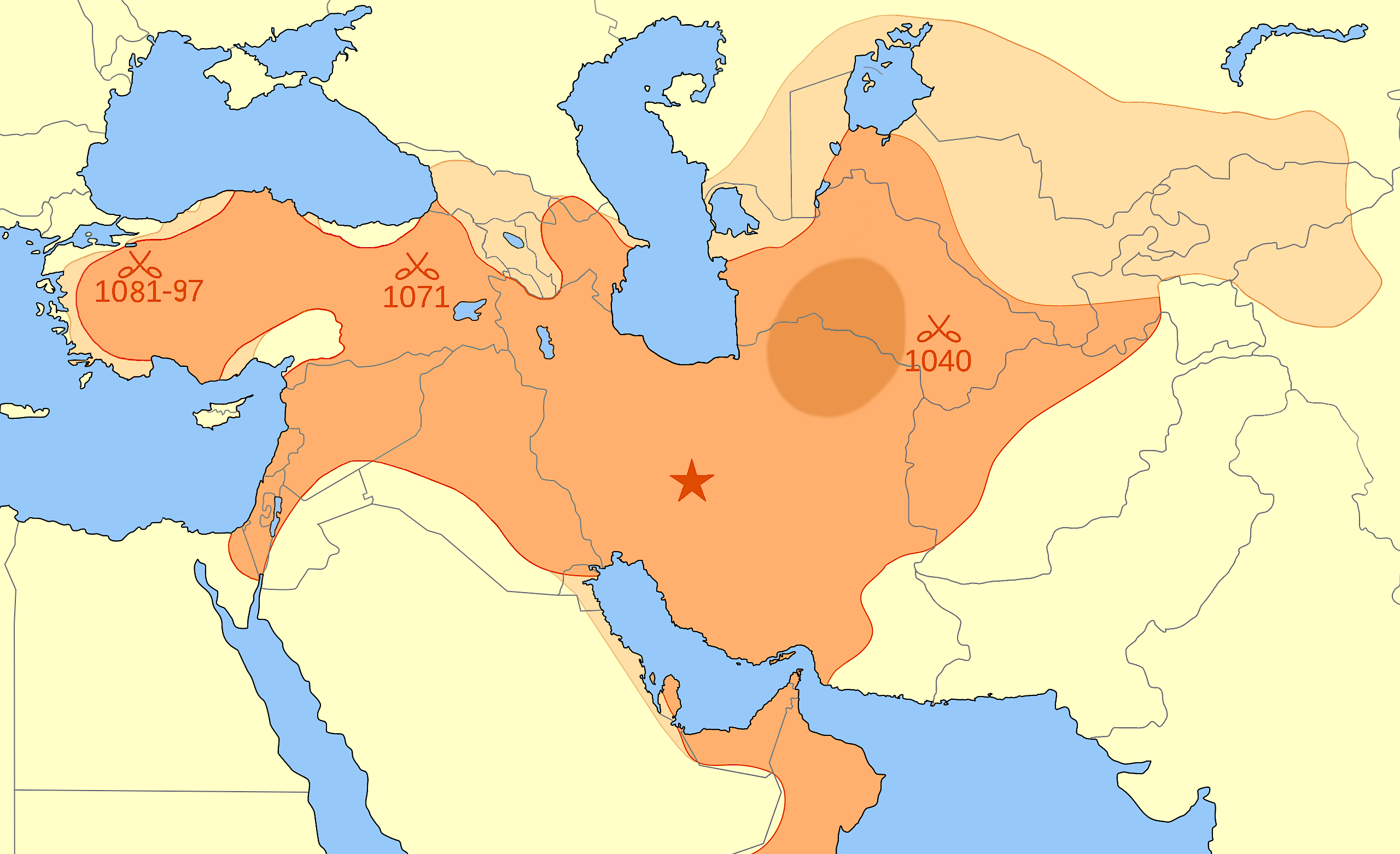
Велика Сельджуцька імперія на 1092 рік.

У Персії вони заснували Сельджуцьку імперію й підкорили величезні простори. Династія сельджуків у Ірані асимілювалася й стала захисником перської культури.
Інший клан огузів, що відомий з руських джерел під назвою узи або торки, який зберіг традиційне для тюрків вірування — тенгріанство, повів огузьку орду на захід у Руський Степ за Волгу.
Панування огузів в урало-поволзьких степах тривало до середини XI століття, потім вони були розгромлені насуваючими зі сходу кипчаками і вимушені були піти на захід, за Волгу і Дон.
Торки взяли гору над печенігами у Руському степу, та, бувши переслідувані кимаками (половці), дійшли до нижнього Дунаю. Тут, перейшовши на Балкани у Візантійську імперію у 1065 році, вони були розбиті або знищені, або змушені стати на службу імператору.
Наприкінці XI століття залишки огузьких (торських) орд переходять під васалітет київського князя.

## Археологічні пам'ятки огузів
Археологічні пам'ятки огузів представлені невеликими земляними курганами або похованнями, здійсненими в насипах старіших курганів.
Померлих ховали в могилах прямокутної форми, часто перекритих дерев'яним настилом. Над похороненим розміщувалися шкура або опудало загнузданого коня.
Відмінна особливість огузьких поховань — багатство супровідного речового комплексу. Окрім обов'язкових вудил і стремен зустрічаються срібні прикраси кінської вузди і деталі поясної гарнітури, бронзові копоушки і нашивання на костюм у вигляді стилізованих пташиних фігурок.

## Династії огузів
- Сельджуки
- Ак-Коюнлу (біловівцеві туркмени)

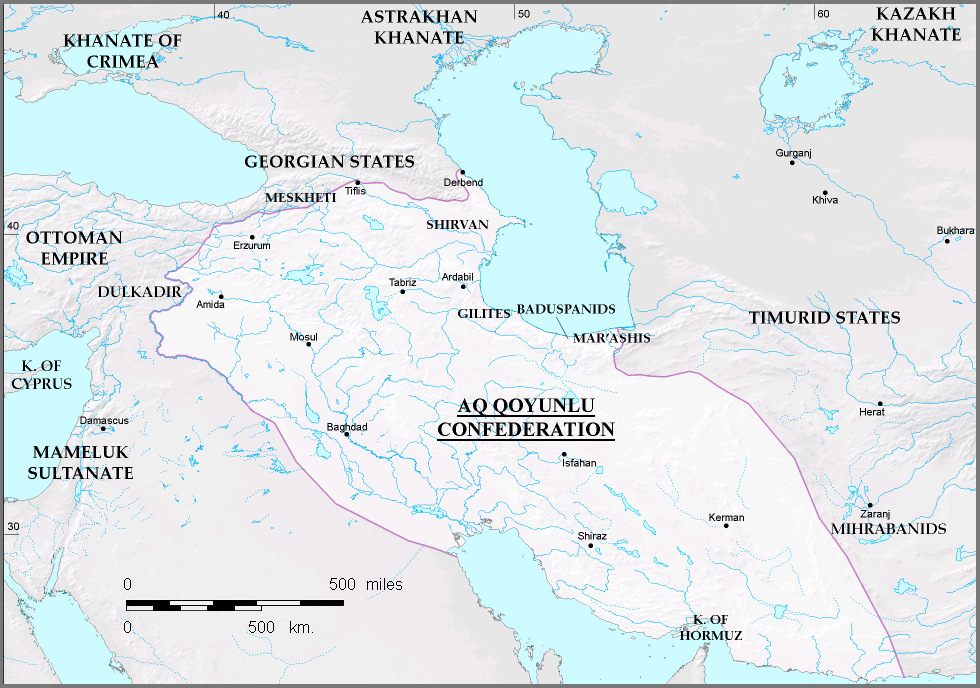
Ак-Коюнлу конфедерація у 1478 році.

- Кара-Коюнлу (чорновівцеві туркмени)
- Османи
- Афшариди
- Каджари
- Артукиди
- Сафавиди

## Традиційні огузькі племена

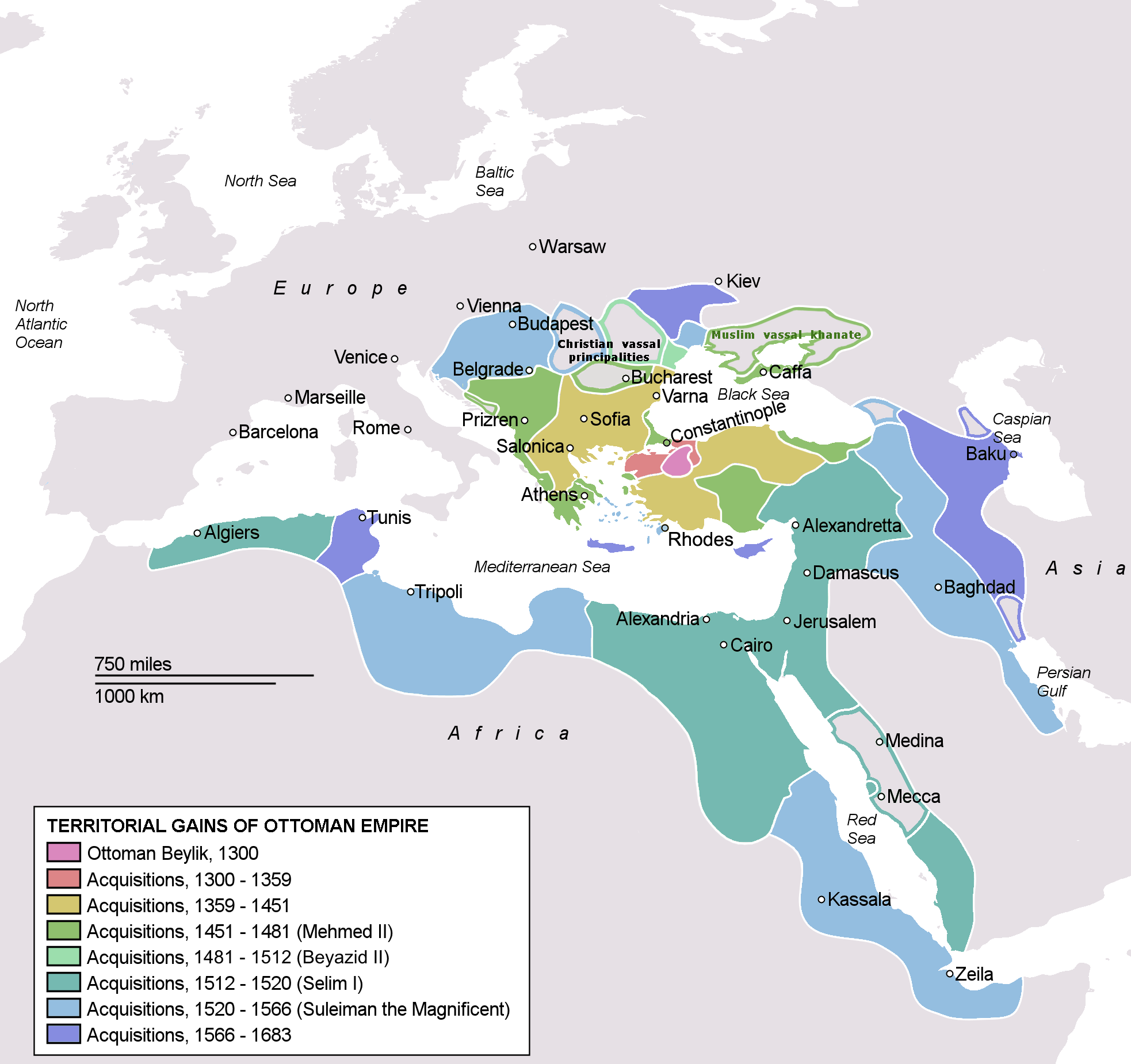
Османська імперія у 1683

Бозоклар (Сірі стріли)
- Кайи[4] (засновники династії Оттоманів)
- Баят, або Баіят
- Алкаєвлі
- Караєвлі
- Язір
- Дьоґер
- Додурґа
- Япарлі
- Афшар
- Кизик
- Беґділі (засновники Хорезмшахів)
- Карґін

Ючоклар (Три стріли)
- Баїндір (засновники династії Ак-Коюнлу)
- Печенек — печеніги
- Чавулдур
- Чепні
- Салур (заснували династію Karamanoğlu й державу Салгурлулар в Іраку)
- Еймьр
- Алаюнтлу
- Юреґір
- Іґдір
- Бюгдюз
- Їва
- Кінік (заснували династію Сельджуки й Сельджуцьку імперію)[5]

## Сучасні огузькі народи
- Гагаузи
- Балканські тюрки
- Азербайджанці
  - Кашкайці
  - Афшари
  - Айналли
  - Сонкорські тюрки
  - Карапапахи
- Турки
  - Турки-кіпріоти
  - Турки-месхетинці
  - Уруми — частково
  - Кримські татари — частково, лише південні
  - Сирійські турки
  - Туркомани (іракські тюрки)
- Туркмени
  - Трухмени
  - Хорасанські тюрки — каджари, теймурташі, гудари
- Салари
- Юрюки
- Караманліди
- Узбеки — частково, жителі Хорезмської області та прикордонних районів Бухарської області